# Kulturkampen (tidsskrift)
Kulturkampen var et tidsskrift der udkom i årene 1935-39.
Tidsskriftet prioriterede det frie ord på tværs af ideologiske forskelligheder, og indeholdte især antinazistiske artikler og var et forsvar for humanistiske og demokratiske idéer. Forfatterskaren lignede til forveksling 1920´ernes Kritisk Revy.
Blandt bidragyderne var Elias Bredsdorff, Jørgen Jørgensen, Peter P. Rohde, Otto Gelsted, Hans Kirk, Kjeld Abell, Piet Hein, Jens Otto Krag og tegnere: Hans Bendix, Herluf Bidstrup, Arne Ungermann, Marlie Brande, Kjeld Abell, Ib Andersen og Sikker Hansen.